# Littérature de colportage
La  littérature de colportage  désigne une forme primitive de paralittérature populaire distribuée en Europe par des colporteurs.

## En Europe
Cette littérature, au départ urbaine et locale, fut ensuite popularisée par les colporteurs et sur du papier de mauvaise qualité non couvert, elle est imitée. Tout en restant prudent, Roger Chartier considère qu'elle constituait l'une des sources principales de culture des masses populaires en France ; d'autres, à l'instar de Carlo Ginzburg, insistent sur notre ignorance des modes de réception de ces textes ; cependant les historiens s'accordent sur l'importance — difficilement mesurable — de la culture orale : les illettrés se contentaient d'en apprécier les gravures, quand il y en avait, mais la plupart du temps, ils pouvaient avoir accès au texte lors de séances de lecture collective. Toutefois, une clientèle mélangée s’approprie ces livres, et ce, pendant près de deux siècles. 
Hors de France, se développent à la même époque le Volksbuch (Allemagne) et le chapbook (Angleterre).

## Exemple en France
La Bibliothèque bleue avant tout, une formule éditoriale nouvelle inventée et imprimée à Troyes dès 1602 par les frères Oudot, notamment Nicolas Oudot dont l'enseigne est le chapon d'or couronné. L'impression en était de mauvaise qualité et de petit format ; les cahiers (assimilables à une brochure d'aujourd'hui) recouverts d'une couverture de papier couleur bleu gris (comme la couverture bon marché qui enveloppait les pains de sucre), d'où l’appellation qui, à l'époque, fut d'abord celle de livres bleus.

### Dans les Pyrénées
Le témoignage recueilli auprès d'un colporteur du village de Boutx, donne quelques titres d'ouvrages de littérature de colportage au XXe siècle : « L'Amour conjugal », — probablement « Le véritable tableau de l’amour conjugal par Henry Berthoud » —, « L'amour des âmes », de Alphonse de Liguori, « Le secrétaire des amants », le « Grand Albert » et le « Petit Albert ».

## Par types
Elle se fait sous forme d'almanachs comme les almanachs des bergers, les Messager boiteux, l'almanach de Liège.
Ou de romans comme le roman de Huon.

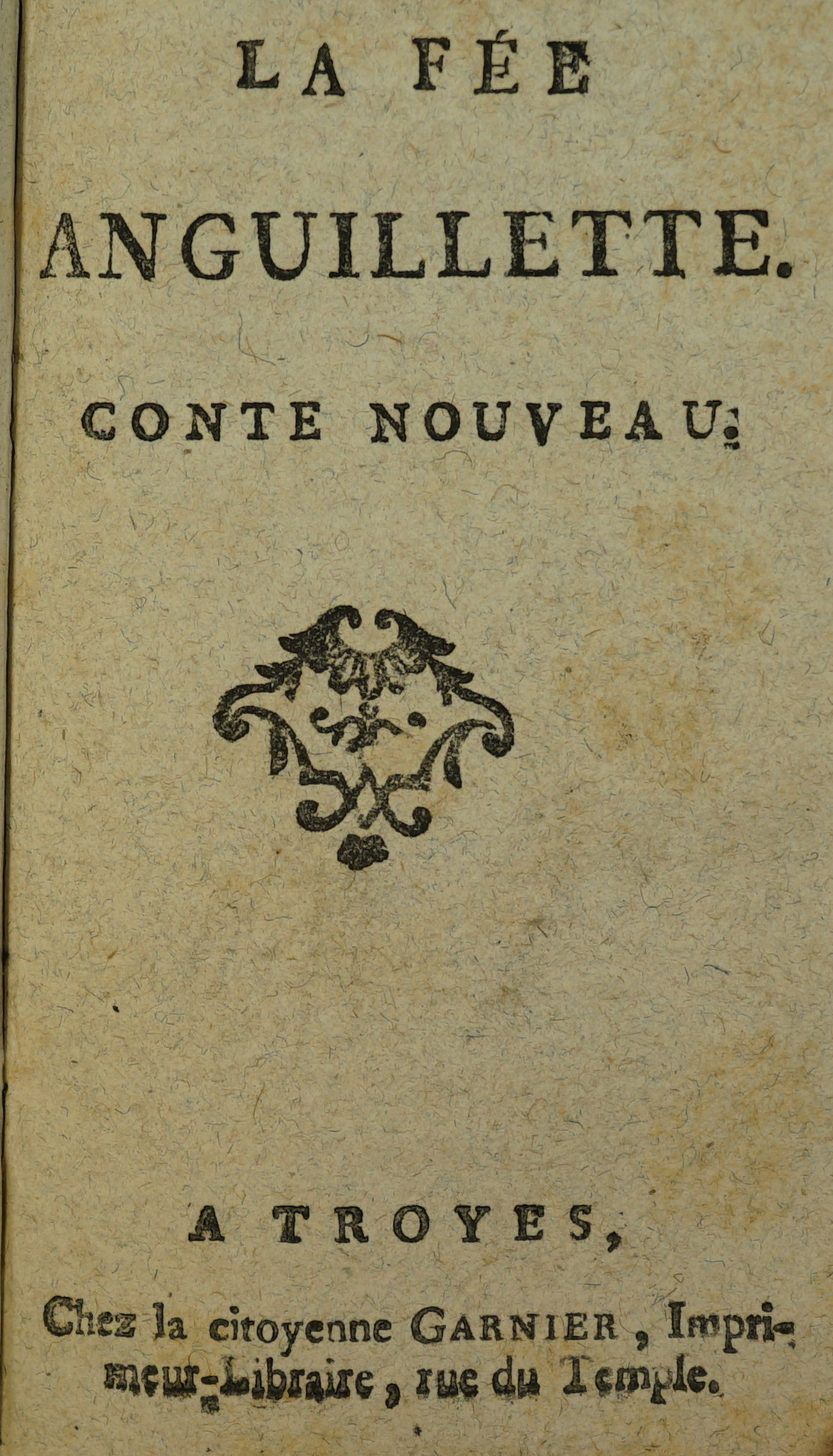
Conte la Fée Anguillette,
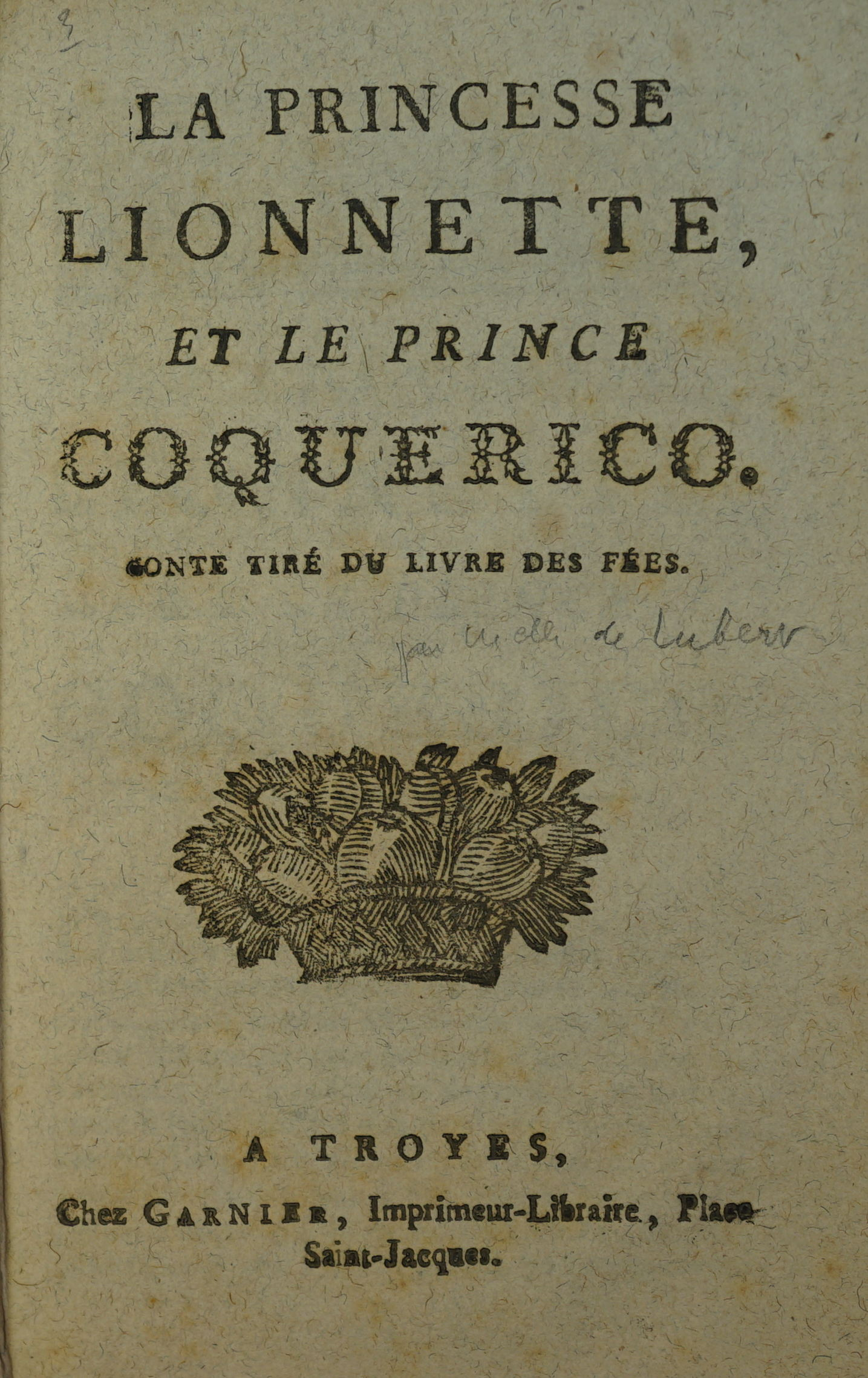
par Marguerite de Lubert,
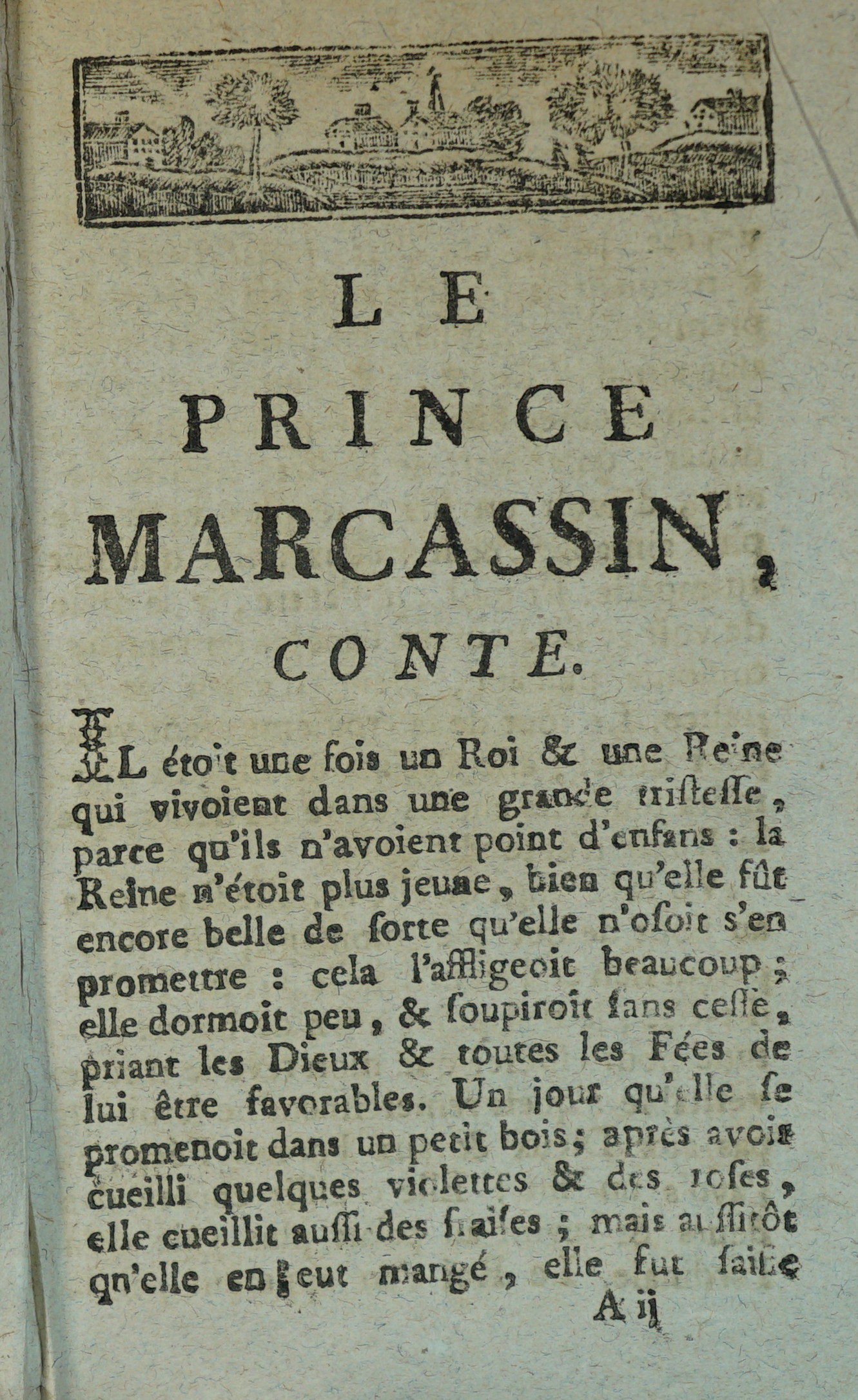
Le Prince Marcassin,
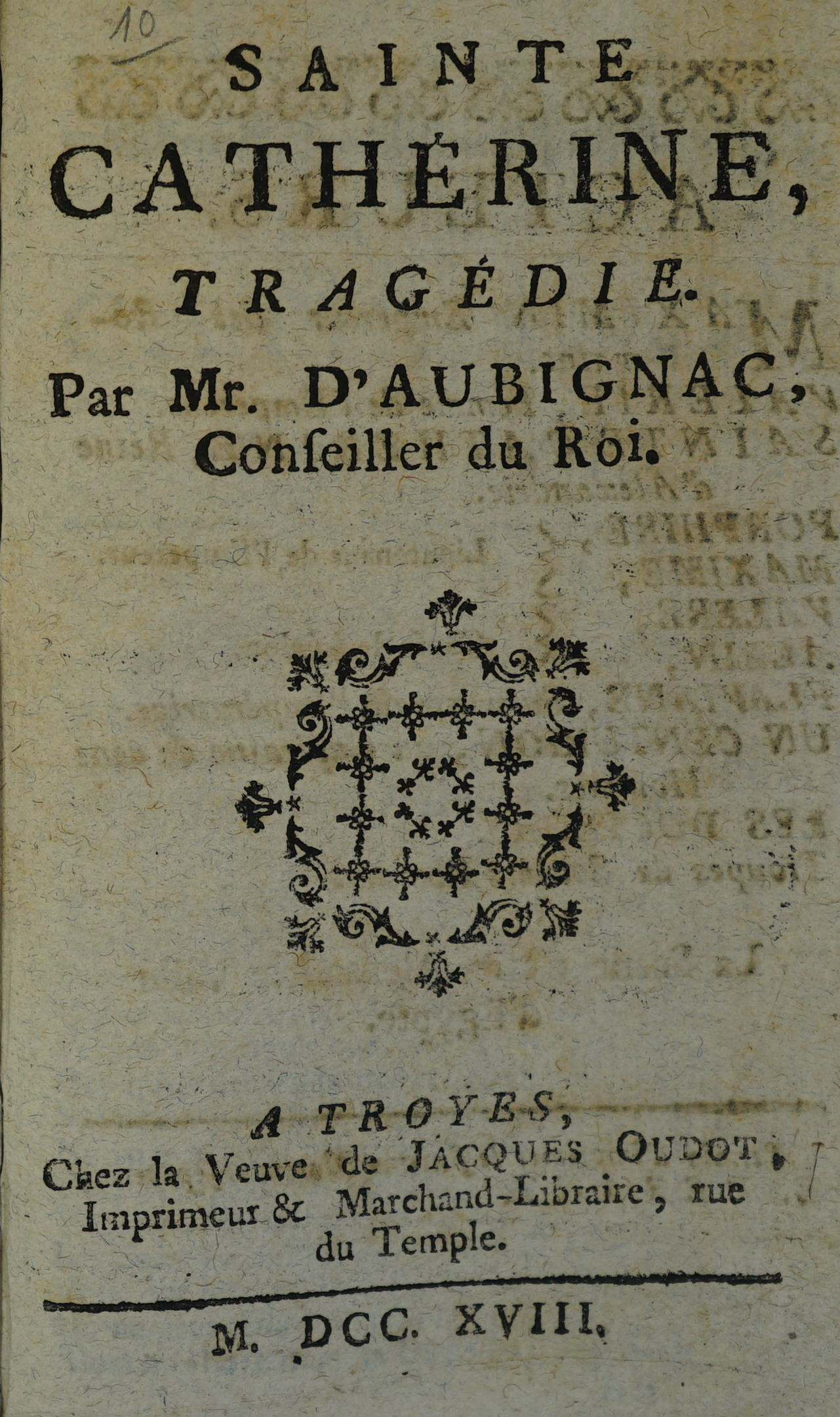
Sainte Catherine, tragédie, par M. d'Aubignac.
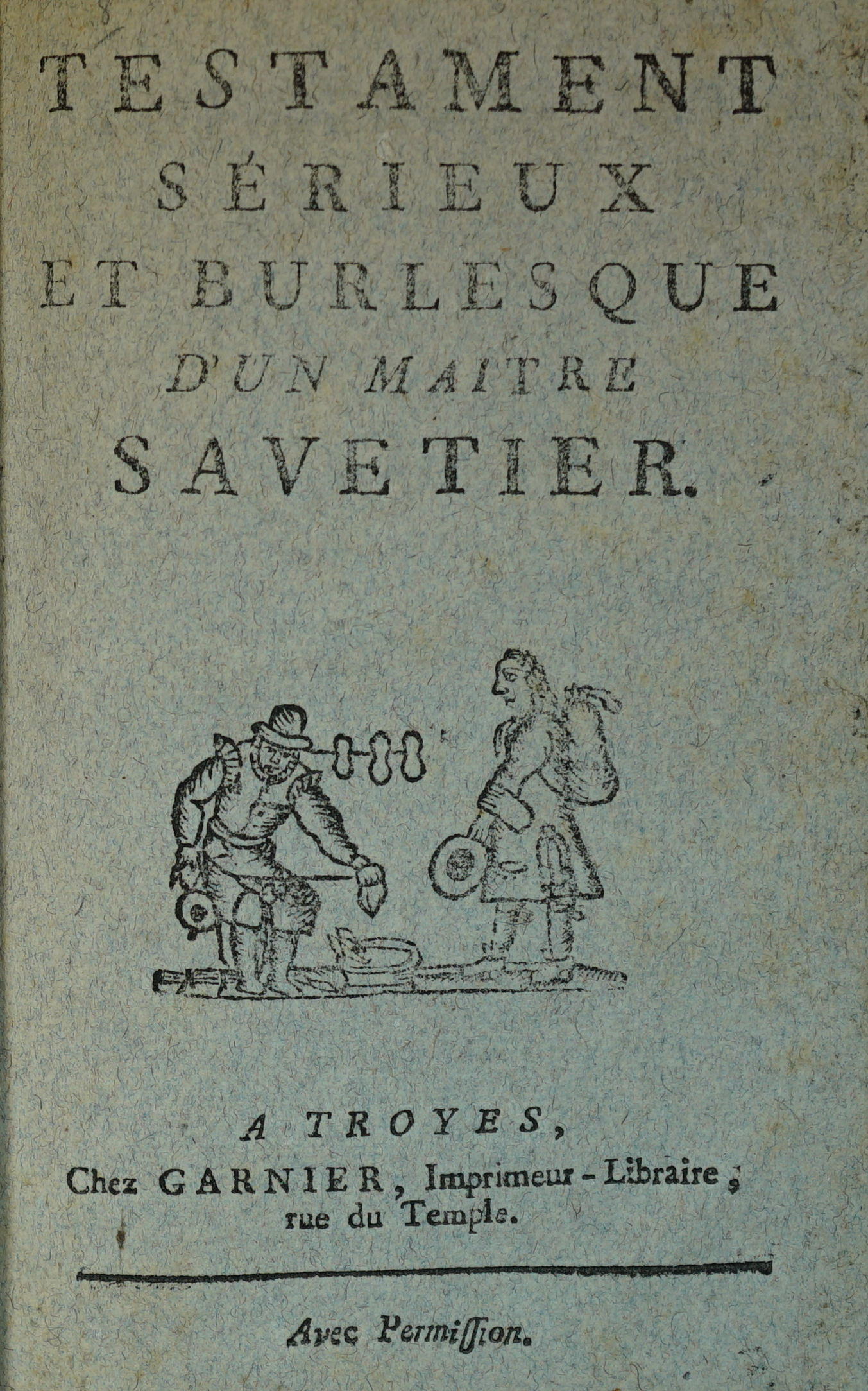
Testament sérieux et burlesque d'un maître savetier,
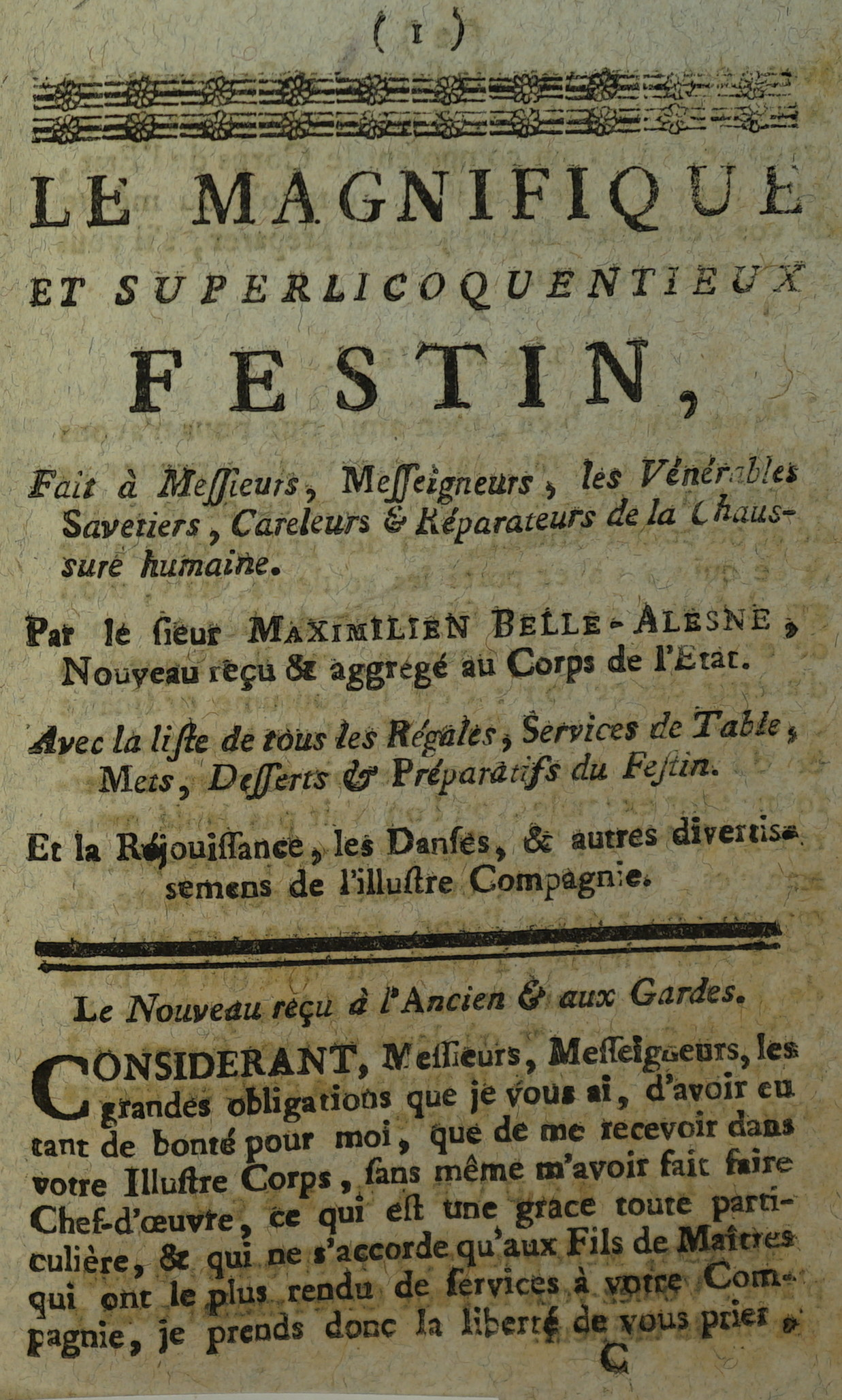
Le Magnifique et Superlicoquentieux festin.

### Bibliothèques numériques dédiées à la littérature de colportage
- Antonomaz (Sorbonne Université)
- Broadside Ballads Online (Bodleian Libraries, Université d'Oxford)
- Collection Lira Popular (Université du Chili)
- Collection Ephemera (Biblioteca Valenciana)
- CBDRS - Catálogo y Biblioteca Digital de Relaciones de Sucesos (Université de Coruña)
- Comedias Sueltas USA
- Corpus de Literatura Oral (Université de Jaén)
- Démêler le cordel (Université de Genève)
- Elektra (Agencia Andaluza de Instituciones Culturales)
- Fons especials (Université de Lleida)
- Fondation Joaquín Díaz
- Impresos Populares Iberoamericanos (UNAM)
- La Bibliothèque Bleue de Troyes (Université de Chicago et ATILF-CNRS)
- La Bibliothèque Virtuelle Cordel (Université de Poitiers)
- Literatura de cordel y teatro en España (1675-1825)
- Literatura Oral y Tradiciones Populares (Bibliothèque nationale du Chili)
- Mapping Pliegos (Université Catholique de Valence, Bibliothèque T. Navarro Tomás, CSIC, Université de Cambridge)
- McGill Library's Chapbook Collection (Bibliothèque McGill)
- Spanish Chapbooks (Bibliothèque de l'Université de Cambridge)
- The Word on the Street (Bibliothèque nationale d'Écosse)

### Associations et groupes de travail
- EDPOP - The European Dimension of Popular Print Culture
- Ephemera Helvetica
- LACIPI - Laboratorio de Culturas e Impresos Populares Iberoamericanos

### Autres ressources
- La littérature de colportage